# Organizacijsko komuniciranje
Organizacijsko komuniciranje je komunikološka disciplina, ki preučuje komuniciranje organizacij z različnimi javnostmi v notranjem in zunanjem okolju. V primeru, da gre za komuniciranje gospodarskih družb, govorimo o poslovnem komuniciranju (sinonim za korporativno komuniciranje,  angleško: corporate communications). Glede na javnosti, s katerimi organizacija komunicira, razlikujemo naslednje prakse organizacijskega komuniciranja oz. odnosov z javnostmi:
- odnose z mediji (angleško: media relations);
- odnose z zaposlenimi (ali interno komuniciranje) (angleško: internal relations, internal communications, benefit and motivation communications);
- odnose s finančnimi javnostmi (angleško: financial relations, investor relations);
- odnose z lokalnimi skupnostmi;
- tržno komuniciranje (angleško: marketing communications);
- odnose z vplivnimi javnostmi ali lobiranje (angleško: lobbing);
- odnose z državnimi organi (angleško: public affairs)...